# 末広町駅 (東京都)
末広町駅（すえひろちょうえき）は、東京都千代田区外神田四丁目にある、東京地下鉄（東京メトロ）銀座線の駅である。駅番号はG 14。
千代田区最北端の駅である。

## 歴史
- 1930年（昭和5年）1月1日：東京地下鉄道上野 - 万世橋間開業に伴い開設。
- 1941年（昭和16年）9月1日：陸上交通事業調整法により東京地下鉄道が路線を帝都高速度交通営団（営団地下鉄）に譲渡。
- 2003年（平成15年）2月：業務委託駅となる。
- 2004年（平成16年）4月1日：営団地下鉄の民営化に伴い、東京地下鉄（東京メトロ）に継承される[1]。
- 2007年（平成19年）3月18日：ICカード「PASMO」の利用が可能となる[2]。
- 2015年（平成27年）6月19日：発車メロディを導入[3]。

## 駅構造
中央通りと蔵前橋通りが交わる、外神田五丁目交差点の下に位置する。
相対式ホーム2面2線を有する地下駅である。改札内に各ホーム間を移動する通路はない。出入口は交差点の4角に各1か所、計4か所あり、うち2番・3番出入口はビル内にある。中央通りの東側は渋谷方面、西側は浅草方面の専用出入口となっている。
秋葉原電気街の北端であり、ホーム壁面には家電製品など、電気街を意識した意匠が描かれているほか、リニューアル時には電気街をモチーフとしたデザインとなった（意匠はリニューアル後も引き続き飾られているが、椅子により下部が見えなくなっている）。ただし、至近距離にある日比谷線の秋葉原駅との連絡運輸は実施していない。

### のりば
| 番線 | 路線   | 行先     |
| ---- | ------ | -------- |
| 1    | 銀座線 | 渋谷方面 |
| 2    | 銀座線 | 浅草方面 |

（出典：東京メトロ:構内図）
- 終電後の1番線には、浅草駅（土・休日は上野駅）から回送された1編成が夜間留置される。翌朝は三越前駅で折り返し、浅草駅まで回送され営業運転に入る。

### 発車メロディ
2015年（平成27年）6月19日より、スタマック制作の発車メロディ（発車サイン音）を使用している。
曲は山口優が当駅向けに作曲したオリジナルのものである。

### 渡り線
開業当初の当駅 - 万世橋間は単線による暫定開業で、当駅の万世橋駅寄りに両渡り線が設置された。後にこの両渡り線は一旦撤去されたが、渋谷 - 神田間の折り返し列車用として片渡り線が設置され、1978年（昭和53年）12月まで使用されたのち、1979年（昭和54年）3月に再度撤去された。

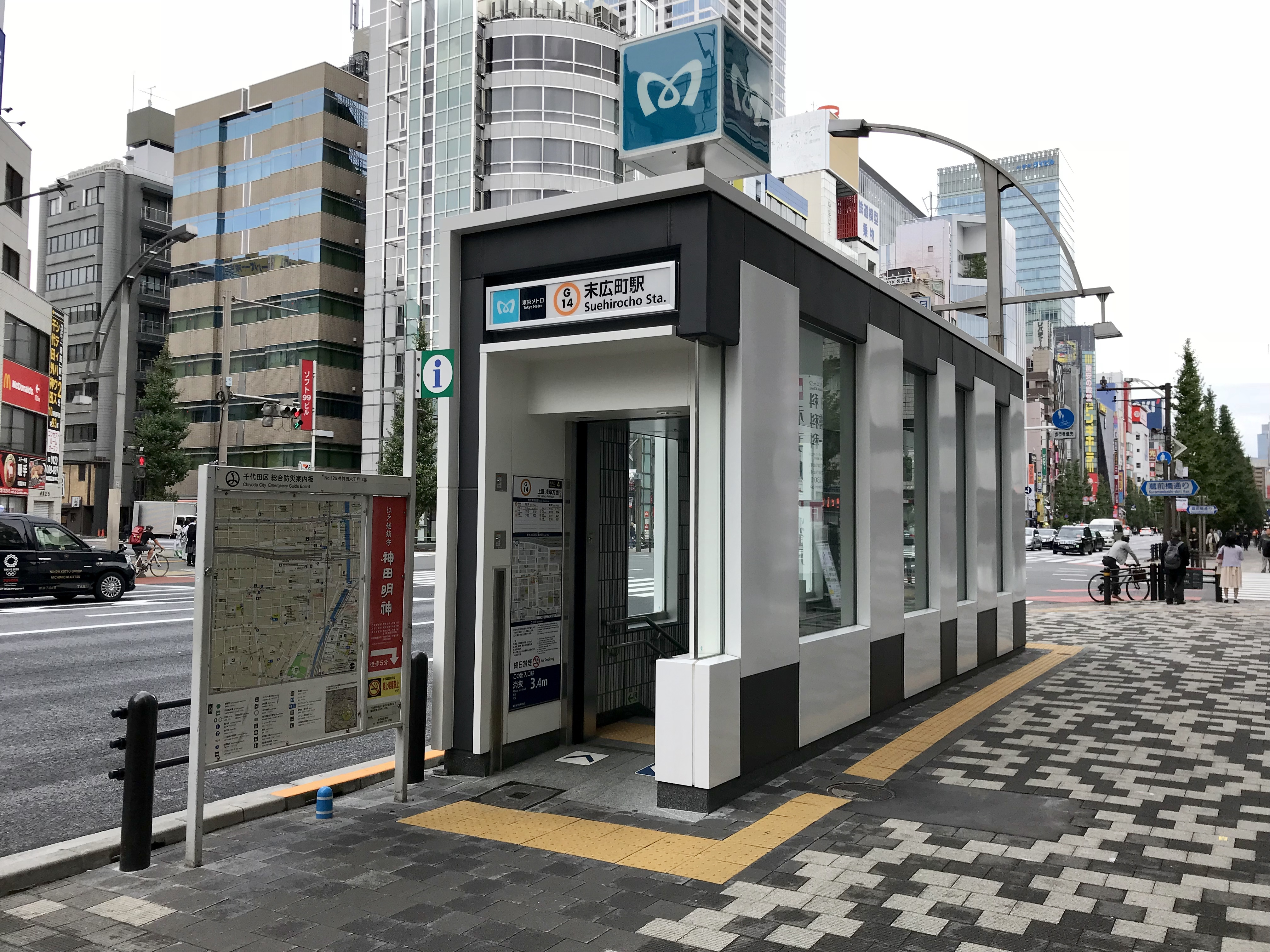
4番出入口（2018年10月）
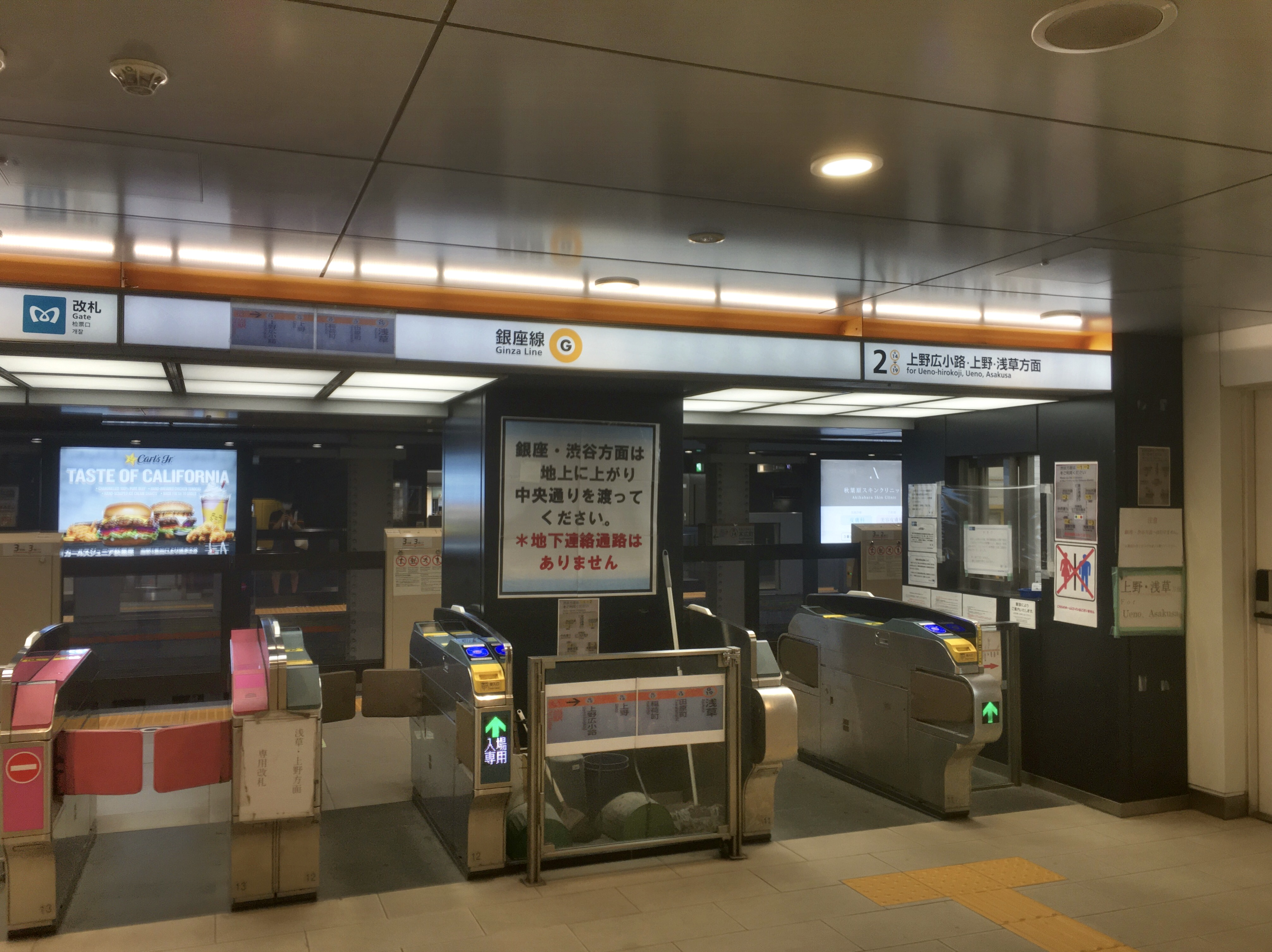
2番線改札口（2020年7月）
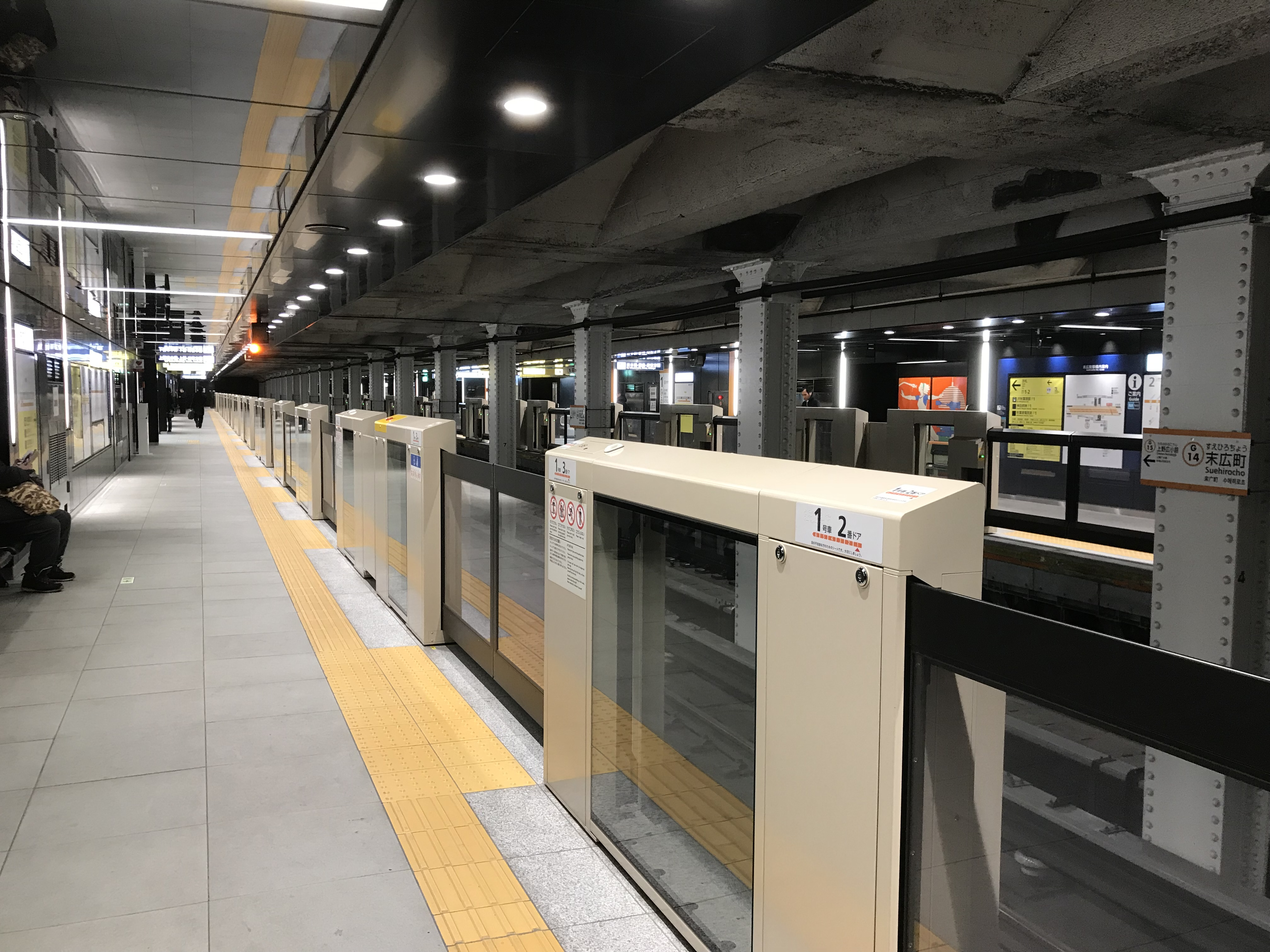
ホーム（2018年1月）

## 利用状況
2024年度の1日平均乗降人員は27,833人であり、東京メトロ全130駅中114位。銀座線の駅では稲荷町駅、上野広小路駅に次いで乗降人員が少ない駅である。
近年の1日平均乗降・乗車人員推移は下表の通りである。
| 年度               | 1日平均 乗降人員 | 1日平均 乗車人員 | 出典     |
| ------------------ | ---------------- | ---------------- | -------- |
| 1990年（平成02年） |                  | 10,203           | [ * 1 ]  |
| 1991年（平成03年） |                  | 10,175           | [ * 2 ]  |
| 1992年（平成04年） |                  | 10,197           | [ * 3 ]  |
| 1993年（平成05年） |                  | 10,211           | [ * 4 ]  |
| 1994年（平成06年） |                  | 10,425           | [ * 5 ]  |
| 1995年（平成07年） |                  | 10,516           | [ * 6 ]  |
| 1996年（平成08年） |                  | 10,874           | [ * 7 ]  |
| 1997年（平成09年） |                  | 10,830           | [ * 8 ]  |
| 1998年（平成10年） |                  | 10,762           | [ * 9 ]  |
| 1999年（平成11年） |                  | 10,366           | [ * 10 ] |
| 2000年（平成12年） | 20,523           | 10,203           | [ * 11 ] |
| 2001年（平成13年） | 20,517           | 10,192           | [ * 12 ] |
| 2002年（平成14年） | 20,081           | 10,005           | [ * 13 ] |
| 2003年（平成15年） | 19,839           | 9,842            | [ * 14 ] |
| 2004年（平成16年） | 20,052           | 9,959            | [ * 15 ] |
| 2005年（平成17年） | 20,580           | 10,112           | [ * 16 ] |
| 2006年（平成18年） | 21,171           | 10,405           | [ * 17 ] |
| 2007年（平成19年） | 22,094           | 10,814           | [ * 18 ] |
| 2008年（平成20年） | 21,694           | 10,712           | [ * 19 ] |
| 2009年（平成21年） | 21,029           | 10,444           | [ * 20 ] |
| 2010年（平成22年） | 21,097           | 10,471           | [ * 21 ] |
| 2011年（平成23年） | 20,426           | 10,128           | [ * 22 ] |
| 2012年（平成24年） | 20,916           | 10,345           | [ * 23 ] |
| 2013年（平成25年） | 21,291           | 10,569           | [ * 24 ] |
| 2014年（平成26年） | 21,910           | 10,847           | [ * 25 ] |
| 2015年（平成27年） | 23,119           | 11,448           | [ * 26 ] |
| 2016年（平成28年） | 23,841           | 11,770           | [ * 27 ] |
| 2017年（平成29年） | 24,743           | 12,189           | [ * 28 ] |
| 2018年（平成30年） | 25,626           | 12,679           | [ * 29 ] |
| 2019年（令和元年） | 26,689           | 13,205           | [ * 30 ] |
| 2020年（令和02年） | 16,075           |                  |          |
| 2021年（令和03年） | 17,358           |                  |          |
| 2022年（令和04年） | 20,348           |                  |          |
| 2023年（令和05年） | 24,601           |                  |          |
| 2024年（令和06年） | 27,833           |                  |          |

## 駅周辺
駅名の由来となった「神田末広町」という地名は、現在の外神田三丁目の北側一帯に当たり、当駅に隣接していたが、1964年（昭和39年）12月1日の住居表示実施に伴い消滅した。その後は民間のビル等にいくつか「末広」の名を残すものがある。
当駅は秋葉原電気街のほぼ北端に位置するが、周辺には家電量販店は少なく、むしろバッタ屋と呼ばれる卸売店（現金問屋）が古くから商売を営む。1990年代後半以降、PCパーツやジャンク品、アニメ・ゲームソフトなどを扱う専門店やメイド喫茶も目立つようになった。
- クラーク記念国際高等学校秋葉原ITキャンパス
- 小平記念東京日立病院
- 神田明神
- 三菱UFJ銀行秋葉原支店 - 3番出口と同じ建物に併設されている。
- 上野黒門郵便局
- サカイ末広ビル
  - TamTam秋葉原店
  - ハロー!プロジェクトオフィシャルショップ秋葉原店
- 3331 Arts Chiyoda
- 2k540 AKI-OKA ARTISAN
- アキバCOビル（旧ソフトウェア興業神田事業所）
  - 未来検索ブラジル
  - 東京産業新聞社（ガジェット通信）
  - ニトロプラス
  - コンテライド
  - グッドスマイルカンパニー
  - マックスファクトリー
- 山田照明
- ドン・キホーテ秋葉原店
  - AKB48劇場
- エプソンダイレクト
- 煉瓦社
- 東京都道437号秋葉原雑司ヶ谷線（中央通り）
- 蔵前橋通り
- 千代田区立昌平小学校

### バス路線
最寄りのバス停留所はアーツ千代田3331である。
- 風ぐるま 秋葉原ルート：御茶ノ水駅・千代田区役所方面（日立自動車交通）

この他、日の丸自動車興業が運行するスカイホップバスの末広町停留所も存在する。

## 隣の駅
東京地下鉄（東京メトロ）
 銀座線
神田駅 (G 13) - 末広町駅 (G 14) - 上野広小路駅 (G 15)
1930年から1931年までは神田駅との間に万世橋駅が存在していた。